# Save Me (песня Jelly Roll)
«Save Me» — песня американского музыканта Джелли Ролла. Она была выпущена 25 июня 2020 года в качестве сингла из альбома Self Medicated (2020). Официальный ремикс на песню с американской кантри-певицей Лейни Уилсон был выпущен 12 мая 2023 года в качестве второго сингла его альбома Whitsitt Chapel (2023).
Эта песня также стала вторым кантри-форматом Джелли Ролла, ранее записывающего хип-хоп и рок-композиции. В сентябре 2023 года она заняла первое место в Country Airplay, а в июне 2023 года получила 3-кратный платиновый сертификат Американской ассоциации звукозаписывающих компаний (RIAA).
Песня была взята за образец в треке «Somebody Save Me», третьем сингле из альбома Эминема 2024 года The Death of Slim Shady (Coup de Grâce).

## История
Премьера клипа на песню состоялась 16 июня 2020 года. В описании к клипу Джелли Ролл заявил: «Этот клип — немного необычный для меня. Обычно я не снимаю акустические клипы, но написав эту песню, я что-то почувствовал, и мне показалось, что вам всем нужно немного узнать о более уязвимой стороне музыкального бизнеса».
О своем вдохновении для создания песни Джелли Ролл рассказал в интервью Apple Music:
Это была середина пандемии. И когда я говорю «разгар», я имею в виду, что мы опрыскивали коробки лизолом. И я просто не мог это терпеть. Я был такой: «Мы должны работать». И из-за этого я был в таком мрачном состоянии; я знал, что мне нужно писать. За год до этого умер мой отец. Так что я до сих пор учусь горевать. И тут я говорю: «Надо писать. Я должен вытащить это из себя». Так что «Save Me» появилась из очень темного пространства. Ее до сих пор очень трудно петь".
В интервью Говарду Стерну в июне 2024 года Джелли Ролл рассказал, что вдохновением для этой песни послужила песня Бетт Мидлер «The Rose».

## Живые исполнения
Джелли Ролл и Лейни Уилсон исполнили песню на 58-й церемонии вручения премии Академии кантри-музыки, а затем в финале 21-го сезона шоу American Idol. В ноябре 2024 года они вместе исполнили песню «Save Me» (а она также «Straight Up Sideways», «Heart Like a Truck», «4x4xU», «Wildflowers and Wild Horses») во время Thanksgiving Cowboys Halftime Show на Эй-ти-энд-ти Стэдиум в Арлингтон, Техас.

## Чарты
| Чарт (2023)                        | Высшая позиция |
| ---------------------------------- | -------------- |
| США (Billboard Digital Song Sales) | 29             |

| Чарт (2023—2024)                    | Высшая позиция |
| ----------------------------------- | -------------- |
| Канада (Billboard Canadian Hot 100) | 38             |
| Канада (Billboard Country)          | 1              |
| США (Billboard Hot 100)             | 19             |
| США (Billboard Adult Pop Airplay)   | 9              |
| США (Billboard Country Airplay)     | 1              |
| США (Billboard Hot Country Songs)   | 6              |
| США (Billboard Pop Airplay)         | 18             |

| Чарт (2023—2024)                   | Позиция |
| ---------------------------------- | ------- |
| США, Hot Country Songs (Billboard) | 41      |

## Сертификации
| Регион                                                                      | Сертификация  | Продажи   |
| --------------------------------------------------------------------------- | ------------- | --------- |
| Австралия (ARIA)                                                            | Золотой       | 35 000    |
| США (RIAA)                                                                  | 3× Платиновый | 3 000 000 |
| Данные о продажах + прослушиваниях приведены только на основе сертификации. |               |           |